# 橋山禮治郎
橋山 禮治郎（はしやま れいじろう、1940年1月24日 - ）は日本の経済学者。アラバマ大学名誉教授。専門は政策評価、公共計画、経済政策。

## 来歴
静岡県出身。慶應義塾大学経済学部卒業（1963年）、千葉商科大学大学院政策研究科博士課程修了（2002年）。日本開発銀行調査部長、日本経済研究所専務理事、アメリカResources for the Future研究所客員研究員、OECD都市環境局、アメリカ・アラバマ大学招聘講師、帝京平成大学教授、明星大学教授を経て、千葉商科大学大学院客員教授、アラバマ大学名誉教授。
この間、大平正芳内閣の「田園都市国家構想」立案に参画し、各種の政府審議会・委員会委員なども歴任した。
1962年には、論文「ニュー・フロンティアとアジア」で日本外政学会賞を受賞。その後も、フォード財団特別研究奨励賞（1970年）、妻籠宿保存特別功労賞（1989年）を受賞している。また、代表的な論文としては「公共的プロジェクトの成否と政策評価」（『運輸政策研究』No.3、2000年）などがある。『日本経済新聞』1985年7月25日付の経済教室欄「公共投資：実需に沿った優先順位を」では、東京湾横断道路（東京湾アクアライン）計画には必要性や採算性が乏しいことを指摘し、この懸念は現実のものとなった。
『世界』2008年6月号に寄稿した論文「中央リニア新幹線は再考せよ」では、リニア中央新幹線計画の必要性や採算性などに対する懸念を表明した。以後、著書や雑誌、新聞への寄稿、各地の講演会などでリニア計画への批判を続けている。

## 委員歴・役員歴
- 日本経済調査協議会「国鉄問題検討委員会」委員（1975-1977年）
- 日本道路公団経営問題研究会委員（1975-1988年）
- 「自動車の将来」日米欧国際共同研究プロジェクト参加（1978-1982年）
- 大平内閣「田園都市構想」政策立案参画（1979-1980年）
- 国土庁民間活力研究部会総括主任（1983-1994年）
- 大蔵省財政金融研究所情報システム研究会委員（1986-1994年）
- 政府運輸政策審議会委員（1988-1990年）
- 通産省産業技術審議会委員（1988-1990年）
- 運輸省運輸政策審議会委員（1988-1992年）
- 財団法人社会経済生産性本部　首都機能移転研究会委員（1989-1991年）
- 日本電子工業振興協会東欧調査委員会委員長（1989-1992年）
- 通産省産業技術審議会委員（1989-1992年）
- 建設省産業立地動向調査委員会委員（1990-1993年）
- 政府経済審議会研究部会委員（1991-1992年）
- 経済企画庁総合交通計画部会委員（1991-1993年）
- 地域振興整備公団　電源地域振興計画調査委員会委員（1991-1995年）
- 日本バイオインダストリー協会米国調査団副団長（1992年）
- 財団法人統計研究会　内外経済研究会委員（1993年-）
- 静岡県産業活性化委員会委員（1993-1996年）
- 財団法人社会経済生産性本部首都機能移転研究会委員（2000年）
- 財団法人社会経済生産性本部新都建設推進協議会委員（2002年）
- 中国西部開発金融制度改革調査(ＪＡＣＡ及び中国人民銀行）専門委員（2003-2006年）
- 中国社会科学院中日経済研究センター特別高級研究員（2003年-）
- 国際協力機構中国西部開発金融制度改革調査委員会委員（2004年-）
- 首都圏空港問題検討調査委員会委員（2005年-）
- 財団法人社会経済生産性本部　新都建設推進協議会委員（2005年）
- 財団法人経済調査会評議員（2007年-）

## 著書
- 『都市再生のニュー・フロンティア』（東洋経済新報社、1990年）
- 『2025年の世界と日本』（共著、東洋経済新報社、1998年）
- 『必要か、リニア新幹線』（岩波書店、2011年）